# 青牛镇
青牛乡，是中华人民共和国四川省广元市昭化区下辖的一个乡镇级行政单位。2019年12月，撤销青牛乡，设立青牛镇，以原青牛乡文书村、苏山村、莲池村、团结村、白牛村所属行政区域为青牛镇的行政区域，青牛镇人民政府驻枫桥路5号。原青牛乡南流村所属行政区域划归虎跳镇管辖

## 行政区划
青牛乡下辖以下地区：
白牛村、苏山村、莲池村、南流村、团结村和文书村。